# Filetto
Filetto ist eine italienische Gemeinde (comune) mit 832 Einwohnern (Stand 31. Dezember 2023) in der Provinz Chieti in den Abruzzen. Die Gemeinde liegt etwa 14 Kilometer südsüdöstlich von Chieti und gehört zur Unione dei Comuni della Marrucina.
Nicht zu verwechseln mit Filetto di Camarda, das auch in den Abruzzen liegt, aber zu L’Aquila gehört.

## Weinbau
In der Gemeinde werden Reben der Sorte Montepulciano für den DOC-Wein Montepulciano d’Abruzzo angebaut.